# Större eldguldstekel
Större eldguldstekel (Chrysis longula) är en stekelart som beskrevs av Abeille 1879. Arten ingår i släktet eldguldsteklar (Chrysis) och familjen guldsteklar (Chrysididae). Enligt den finländska rödlistan är arten nära hotad i Finland. Arten är reproducerande i Sverige. Artens livsmiljö är skogar.